# Emad Mohsin
Emad Mohsin (Bagdad, 3 de noviembre de 1996) es un futbolista iraquí que juega en la demarcación de delantero para el Al-Sinaa SC de la Liga Premier de Irak.

## Selección nacional
El 28 de febrero de 2018 hizo su debut con la selección de Irak en un partido amistoso contra Arabia Saudita que finalizó con un resultado de 4-1 a favor del combinado iraquí tras el gol de Hassan Muath para el combinado saudita, y un gol del propio Emad Mohsin, un doblete de Mohanad Ali y un autogol de Saeed Al-Rubaie para Irak.

## Clubes
| Club              | País  | Año       | Partidos | Goles |
| ----------------- | ----- | --------- | -------- | ----- |
| Al-Shorta SC      | Irak  | 2012      | 1        | 0     |
| Al-Karkh SC       | Irak  | 2012-2015 |          | 7     |
| Al Quwa Al Jawiya | Irak  | 2015-2019 | 23+      | 44    |
| Al-Zawraa SC      | Irak  | 2019      | 1+       | 0     |
| Al-Hilal Omdurmán | Sudán | 2020      | 13       | 1     |
| Al-Minaa SC       | Irak  | 2020      | 9        | 5     |
| Al-Karkh SC       | Irak  | 2021-2022 | 4        | 5     |
| Zakho SC          | Irak  | 2022      |          |       |
| Al-Sinaa SC       | Irak  | 2022-     |          | 2     |